# Pau XIII
Maillots
Pau XIII est un ancien club de rugby à XIII français, créé le 25 août 1934 et basé à Pau. Il disparait à la Libération, faute de terrain de jeu, puis réapparait dans les années 1970 pour disparaitre à nouveau. Le club est fondé par François Récaborde.

## Histoire

### Une place forte du rugby à XIII qui ne survit pas à la seconde guerre mondiale
Le club fait partie des dix clubs pionniers qui s'engagent au mois d'octobre 1934 dans la première édition du championnat de France. Plus précisément le 3 septembre 1934, sous l'impulsion de  François Recaborde  qui a  toujours été considéré comme« l'âme du club ». Récaborde fait venir dans son sillage des anciens de la Section paloise, Henri Mounès arrière titulaire des champions de France en 1928. 
Le club jouait dans le stade Bourbaki, comptant 2 000 places. Ses couleurs étaient  bleu marine et blanc.

Le 31 octobre 1934, Pau XIII rencontra l'équipe anglaise d'Hunslet alors en tournée dans le Béarn. Pau XIII joua son premier match de championnat contre Côte basque XIII et gagna le match sur le score de 28 à 14. Le club termine à la cinquième place de la première édition du championnat de France de rugby à XIII, avec une équipe composée uniquement de locaux.  

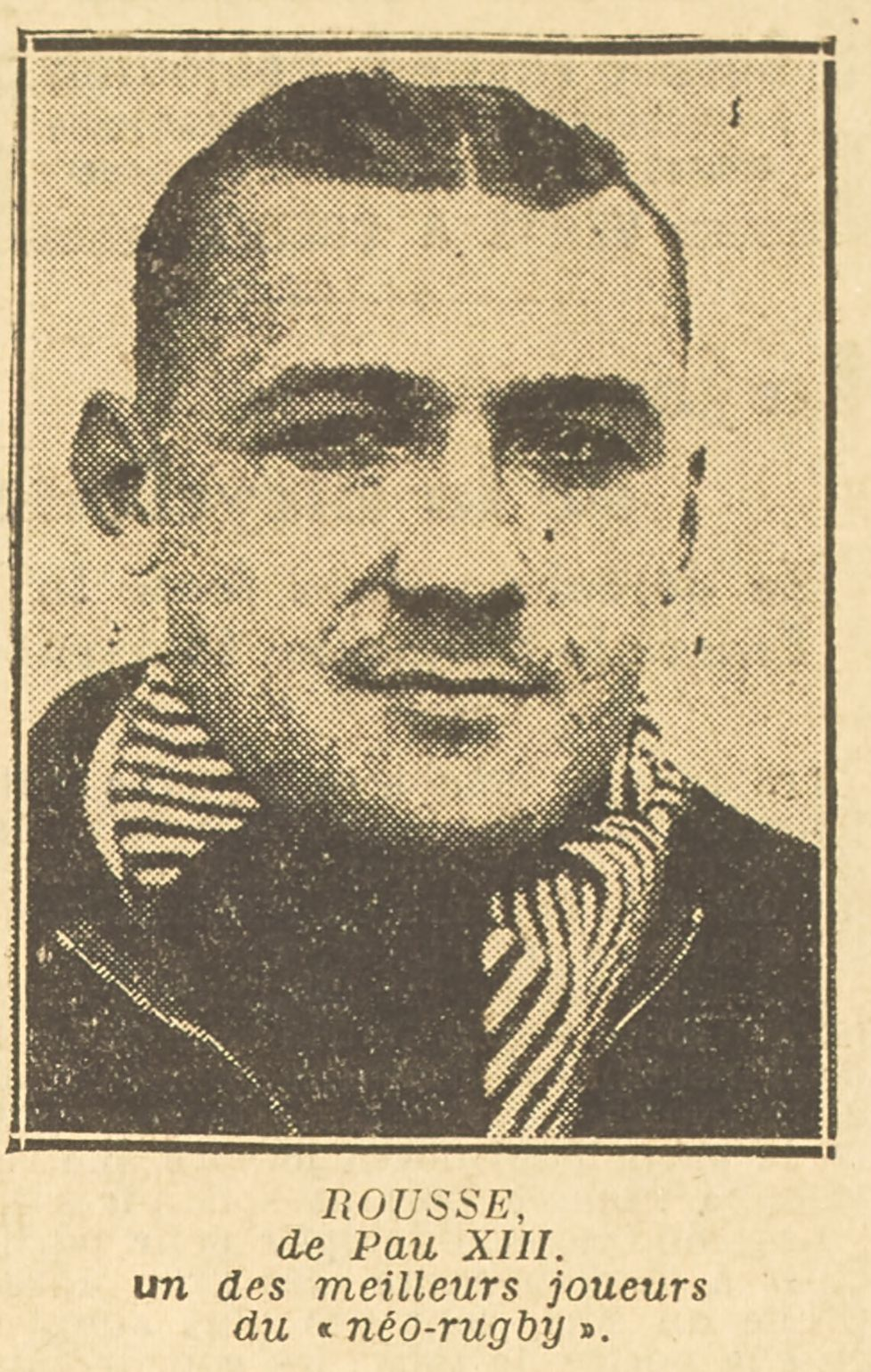
André Rousse (Pau XIII)

André Rousse devient international en 1935, un an après la formation du club. 
Pau XIII accueille le Swinton Lions Rugby League Club, champions d'Angleterre 1934-35 au Stade Bourbaki pour une rencontre de promotion du néo-rugby . 
Avant la Seconde Guerre Mondiale, Pau pouvait se terguer d'être devenue une « place forte du Rugby à XIII ».
En 1940, Pau atteint la finale du championnat, et s'incline devant le XIII catalan 20 à 16.  
Pendant la Seconde Guerre mondiale, le club, à l'instar de tout le sport français traverse une période de turbulences. De plus, l'interdiction du rugby à XIII par le gouvernement de Vichy porte un coup fatal à la poursuite de ses activités. 
Ainsi, le club de Pau XIII fut mis en sommeil de 1940 à 1944. À la Libération, le club ne put repartir car le terrain où il jouait appartenait au patronage catholique Bourbaki qui ne voulut pas renouveler la location. 

### Renaissance dans les années 1970 et nouvelle disparition
Pau XIII renait de ses cendres en Nationale 1 dans les années 1970 à 1982 (AS Pau-Béarn XIII) avec Henri Marracq, Jean Capdouze ouvreur et capitaine de l’équipe de France avec 26 sélections, Michel Masseing pilier international 1,83 m et 110 kg, Marcel Jacob 3e ligne 1,78 m et 80 kg, Henry Nietto ailier 1,70 m et 81 kg, Clément Soulé 3e ligne, Michel Baqué le pilier vétéran. Pau XIII jouait au stade du Hameau où joue actuellement la Section paloise.
Ce projet de relance du club dans les années 1970 est attribué à un notaire de Lembeye : Maitre Junqua-Lamarque.

## Palmarès
Championnat de France Élite 1 :
- vainqueur : 0
- finaliste : 1 (1940)

## Joueurs emblématiques
- Jean Capdouze
- Sylvain Claverie-Barbe
- Élisée Domercq
- Roger Lanta
- Henri Marracq
- Lucien Martin
- André Micq-Jouande
- Henri Mounès
- Marcel Péré
- François Recaborde
- André Rousse
- Pierre Taillantou

## Bilan du club toutes saisons et toutes compétitions confondues
| Année                                              | Année                                              | Saison régulière                                   | Saison régulière                                   | Saison régulière                                   | Saison régulière                                   | Saison régulière                                   | Saison régulière                                   | Saison régulière                                   | Saison régulière                                   | Phase finale                                       | Phase finale                                       | Phase finale                                       | Phase finale                                       | Phase finale                                       | Phase finale                                       | Phase finale                                       | Coupe              |
| Année                                              | Année                                              | Class.                                             | Points                                             | J                                                  | V                                                  | N                                                  | D                                                  | Pp                                                 | Pc                                                 | Perf.                                              | J                                                  | V                                                  | N                                                  | D                                                  | Pp                                                 | Pc                                                 | Performance        |
| Championnat de France de première division         | Championnat de France de première division         | Championnat de France de première division         | Championnat de France de première division         | Championnat de France de première division         | Championnat de France de première division         | Championnat de France de première division         | Championnat de France de première division         | Championnat de France de première division         | Championnat de France de première division         | Championnat de France de première division         | Championnat de France de première division         | Championnat de France de première division         | Championnat de France de première division         | Championnat de France de première division         | Championnat de France de première division         | Championnat de France de première division         | Coupe de France    |
| 1935                                               | 1935                                               | 5e                                                 | 34                                                 | 16                                                 | 8                                                  | 2                                                  | 6                                                  | ?                                                  | ?                                                  | pas de phase finale                                | pas de phase finale                                | pas de phase finale                                | pas de phase finale                                | pas de phase finale                                | pas de phase finale                                | pas de phase finale                                | Quart de finale    |
| Championnat de France de première division Poule B | Championnat de France de première division Poule B | Championnat de France de première division Poule B | Championnat de France de première division Poule B | Championnat de France de première division Poule B | Championnat de France de première division Poule B | Championnat de France de première division Poule B | Championnat de France de première division Poule B | Championnat de France de première division Poule B | Championnat de France de première division Poule B | Championnat de France de première division Poule B | Championnat de France de première division Poule B | Championnat de France de première division Poule B | Championnat de France de première division Poule B | Championnat de France de première division Poule B | Championnat de France de première division Poule B | Championnat de France de première division Poule B | Coupe de France    |
| 1936                                               | 1936                                               | 9e                                                 | 10                                                 | 7                                                  | 1                                                  | 1                                                  | 5                                                  | ?                                                  | ?                                                  | Non qualifié                                       | -                                                  | -                                                  | -                                                  | -                                                  | -                                                  | -                                                  | Quart de finale    |
| Championnat de France de première division         | Championnat de France de première division         | Championnat de France de première division         | Championnat de France de première division         | Championnat de France de première division         | Championnat de France de première division         | Championnat de France de première division         | Championnat de France de première division         | Championnat de France de première division         | Championnat de France de première division         | Championnat de France de première division         | Championnat de France de première division         | Championnat de France de première division         | Championnat de France de première division         | Championnat de France de première division         | Championnat de France de première division         | Championnat de France de première division         | Coupe de France    |
| 1937                                               | 1937                                               | 10e                                                | 17                                                 | 19                                                 | ?                                                  | ?                                                  | ?                                                  | ?                                                  | ?                                                  | Non qualifié                                       | -                                                  | -                                                  | -                                                  | -                                                  | -                                                  | -                                                  | Non inscrit        |
| 1938                                               | 1938                                               | 11e                                                | 18                                                 | 15                                                 | 2                                                  | 0                                                  | 13                                                 | 114                                                | 217                                                | Non qualifié                                       | -                                                  | -                                                  | -                                                  | -                                                  | -                                                  | -                                                  | Quart de finale    |
| 1939                                               | 1939                                               | 13e                                                | 26                                                 | 23                                                 | 1                                                  | 1                                                  | 21                                                 | 128                                                | 379                                                | Non qualifié                                       | -                                                  | -                                                  | -                                                  | -                                                  | -                                                  | -                                                  | Huitième de finale |
| 1940                                               | 1940                                               | 1er                                                | 26                                                 | 23                                                 | 1                                                  | 1                                                  | 21                                                 | 128                                                | 379                                                | Finaliste                                          | 2                                                  | 1                                                  | 0                                                  | 1                                                  | 35                                                 | 28                                                 | Demi-finale        |

## Autres notes et références
1. ↑  d'après l'ouvrage de Louis Bonnery, le Rugby à XIII le plus français du monde.
2. ↑  « Sous le ciel de Pau », sur Gallica, L'Auto, 29 août 1934 (consulté le 22 juin 2021)
3. ↑  « Le talonneur Lassalle est convoité. Quitter Pau? Jamais! », sur Gallica, L'Auto, 1er février 1939 (consulté le 24 février 2022)
4. ↑  « Stade Bourbaki », sur Gallica, L'Auto, 7 juin 1934 (consulté le 15 janvier 2021)
5. 1 2  « Assemblée générale de Pau XIII », sur Gallica, L'Indépendant des Basses-Pyrénées, 17 janvier 1935 (consulté le 27 janvier 2021)
6. ↑  « Swinton bat PAU-XIII », sur Gallica, Le Patriote des Pyrénées, 25 mai 1935 (consulté le 1er juin 2021)
7. 1 2  Aimé Mouret, Le Who's who du rugby à XIII, Pau XIII, Toulouse, Éditions de l'Ixcea, décembre 2011, 291 p. (ISBN 978-2-84918-118-8), p. 201
8. ↑  « Les Catalans ont battu les Béarnais », sur Gallica, Le Patriote des Pyrénées, 23 avril 1940 (consulté le 2 juin 2021)
9. ↑  « La paix entre XV et XIII », sur Gallica, L'Équipe, 19 août 1947 (consulté le 28 avril 2022)
10. ↑  Aimé Mouret, Le Who's who du rugby à XIII, Toulouse, Éditions de l'Ixcea, décembre 2011, 291 p. (ISBN 978-2-84918-118-8), « Junqua-Lamarque », p. 142
« C'est ce notaire à Lembeye qui relança Pau XIII dans les années 1970 »